# 第35独立海兵旅団 (ウクライナ海兵隊)
第35独立海兵旅団（だい35どくりつかいへいりょだん、ウクライナ語: 35-та окрема бригада морської піхоти）は、ウクライナ海兵隊の旅団。海兵隊司令部隷下。

## 概要

### ドンバス戦争

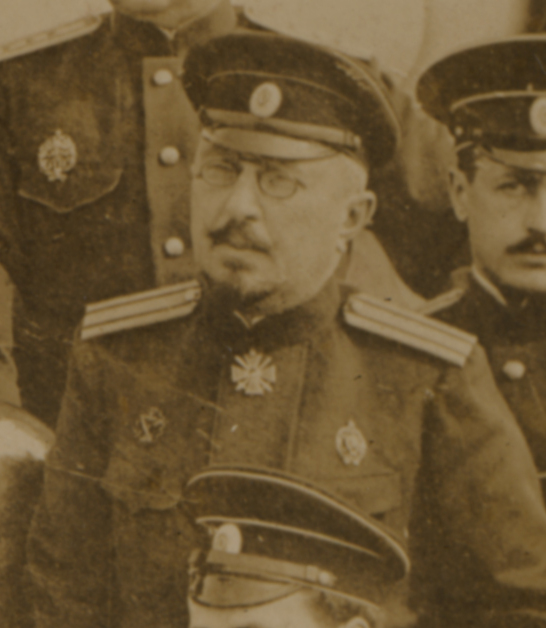
ミハイロ・オストロフラツキー将軍

2018年5月24日、ドンバス戦争の影響に伴い、第32ロケット砲兵連隊隷下の第137独立海軍歩兵大隊、第28独立機械化旅団隷下の第18独立自動車化歩兵大隊（第18独立海軍歩兵大隊に改称）、第45独立空中強襲旅団隷下の第88独立空中強襲大隊（第88独立海軍歩兵大隊に改称）を基幹にオデッサ州で創設された。
2019年4月からドンバス戦争で東部ドネツィク州に配備された。
2020年8月23日、ウォロディミル・ゼレンスキー大統領より、名誉称号「ミハイロ・オストロフラツキー」を授与された。

ウクライナ海軍第35独立海軍歩兵旅団章

### ロシアのウクライナ侵攻

#### 南部・ヘルソン戦線/ザポリージャ戦線

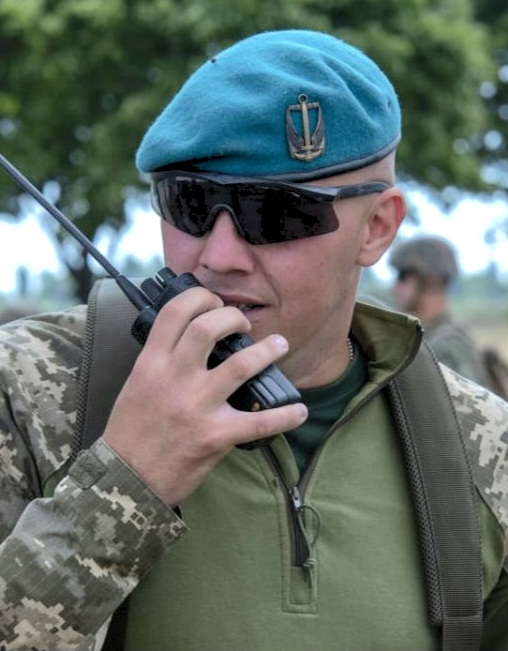
ヴァディム・スハレフスキー参謀長

2022年2月24日、ロシアのウクライナ侵攻で第137独立海軍歩兵大隊が南部ヘルソン州ヘニチェスクに配備され、ロシア軍の進軍を遅延させるためクリミア半島と繋がる橋を爆破したが、同日にヘニチェスクは陥落し、南部ザポリージャ州に撤退した。

#### 南部・ムィコラーイウ戦線
2022年2月24日、第18独立海軍歩兵大隊が南部ムィコラーイウ州ムィコラーイウに配備され、4月にロシア軍をムィコラーイウで撃退した。
2022年4月、南部ムィコラーイウ州の前線に再配置され、6月に第18独立海軍歩兵大隊のセルヒイ・デルドゥガ大隊長が戦死した。。

#### 南部・ヘルソン戦線
2022年8月、南部ヘルソン州ベリスラウ地区に再配置され、ベリスラウ方面で攻勢を開始し、ダヴィディウ・ブリド、ベリスラウ、ヘルソンを解放して11月にロシア軍はドニエプル川西岸から撤退した。

#### 東部・アウディーイウカ戦線
2022年12月、第18独立海軍歩兵大隊が東部ドネツィク州ポクロウシク地区に再配置され、アウディーイウカ方面を防御した。

#### 東部・南ドネツク戦線
2023年2月、東部ドネツィク州ヴォルノヴァーハ地区に再配置され、ヴフレダール方面を防御した。
2023年5月、ウクライナ海軍からの独立で創設されたウクライナ海兵隊に編入した。
2023年5月23日、ウォロディミル・ゼレンスキー大統領より、勇気と勇敢さに対する栄誉賞を授与された。
2023年6月、ヴェリカ・ノヴォシルカ方面で攻勢を開始し、第88独立海兵大隊がストロジェベ、第137独立海兵大隊がマカリウカを解放した。7月には第129独立領土防衛旅団と共にスタロマイオルスケを解放した。

#### 南部・ドニエプル川戦線

第35独立海兵旅団旗

2023年10月、南部ヘルソン州ベリスラウ地区に再配置され、第137独立海兵大隊がドニエプル川東岸に展開し、12月に第37独立海兵旅団と交代した。

#### 東部・ポクロウシク戦線
2024年11月、激戦地の東部ドネツィク州ポクロウシク地区に再配置され、友軍の救援でポクロウシク方面に展開した。

## ギャラリー

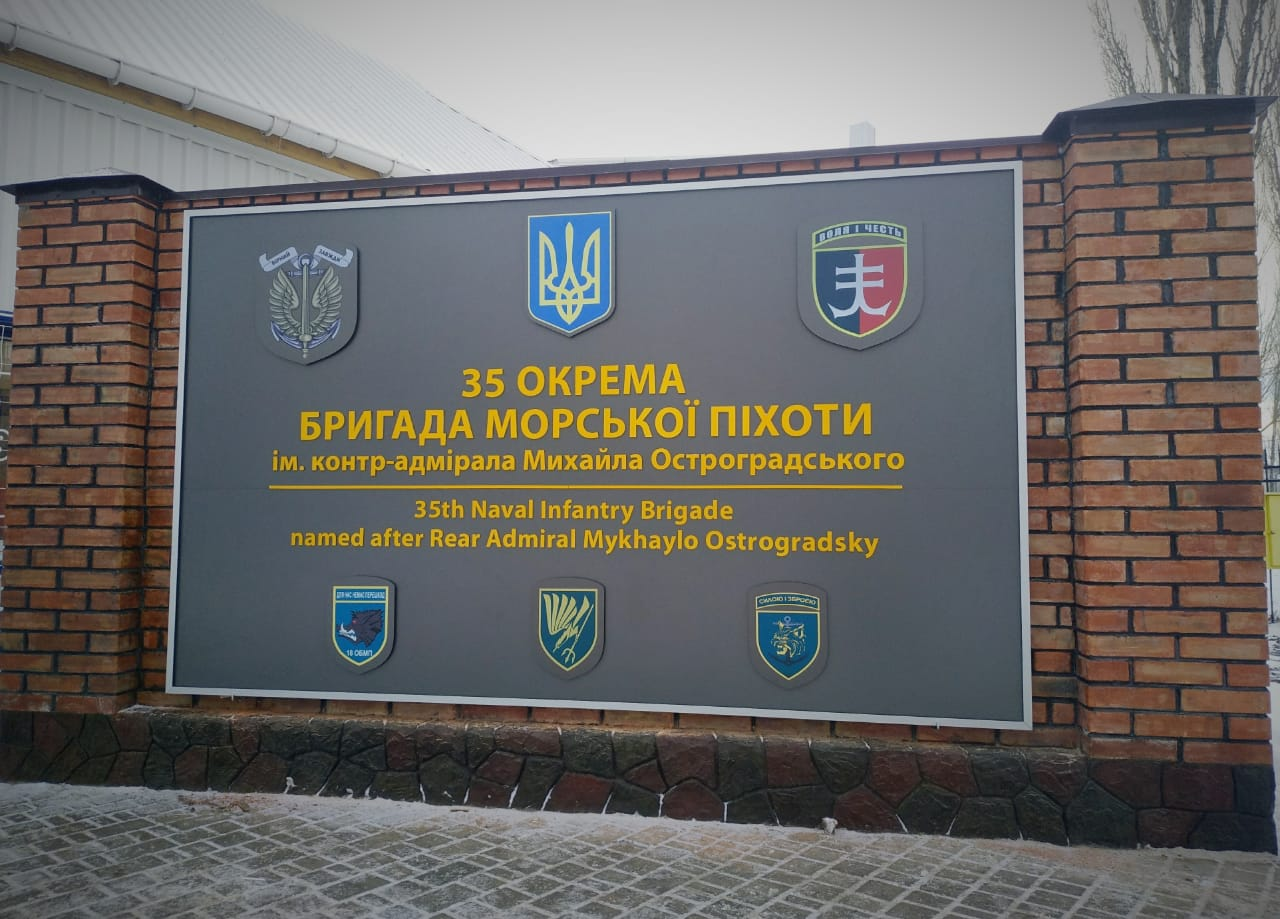
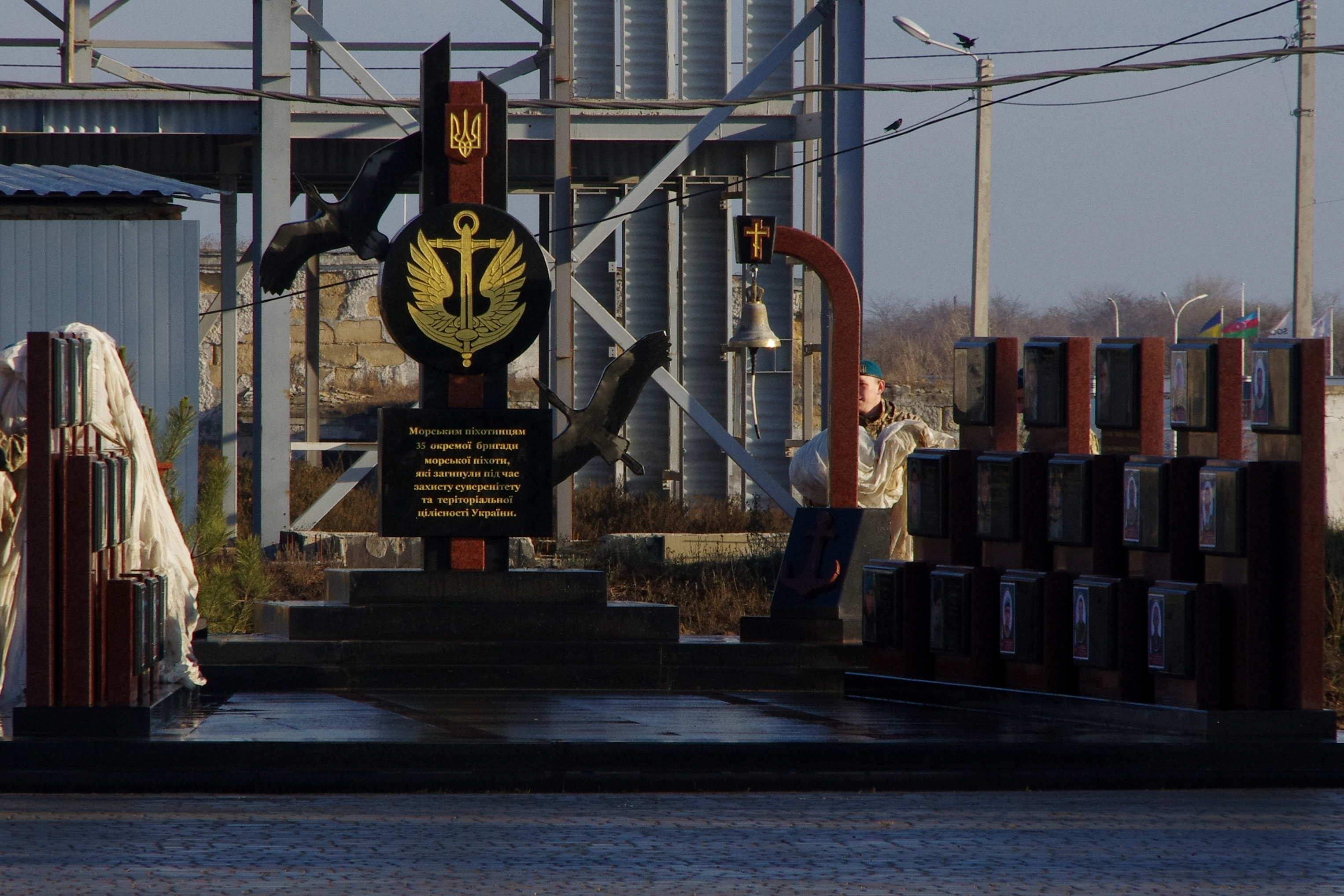
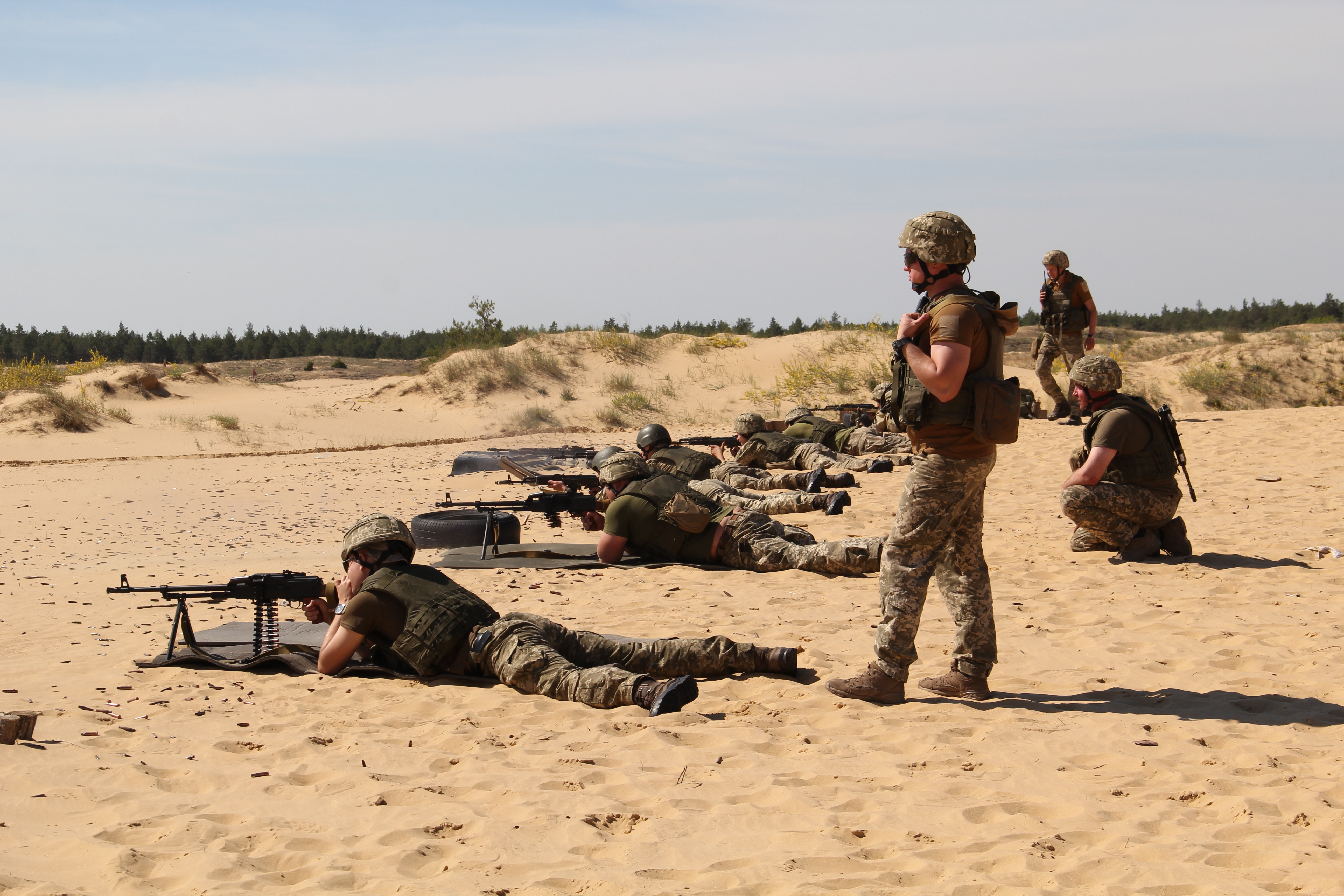
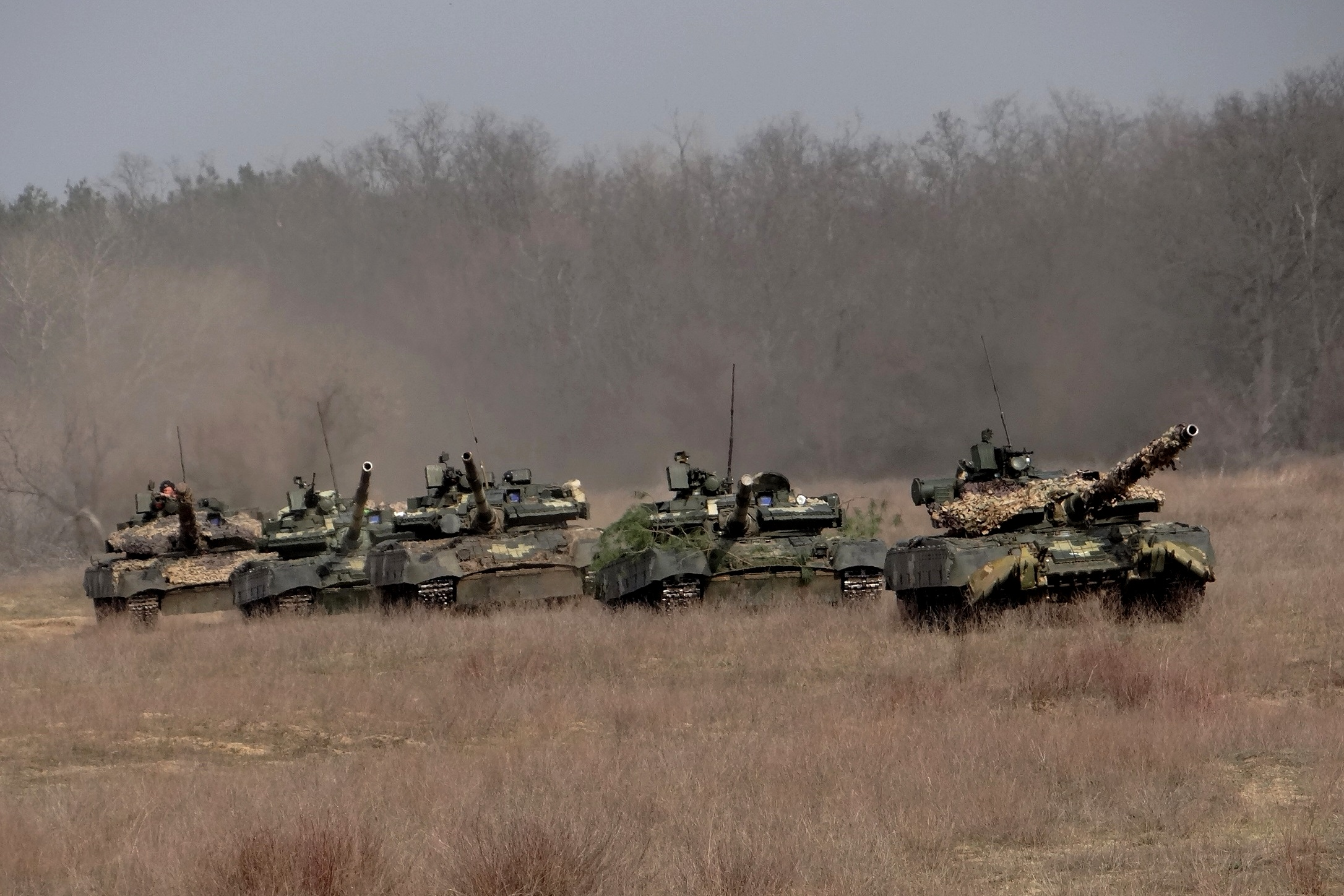

## 編制
- 旅団司令部（ダチョネ）
- 第18独立海兵大隊（サラタ）
- 第88独立海兵大隊（ボルフラード）
- 第137独立海兵大隊（ダチョネ）
- 第1海兵大隊
- 第2海兵大隊
- 戦車大隊
- 旅団砲兵群
  - 本部中隊
  - 自走砲大隊
  - ロケット砲大隊
  - 対戦車砲大隊
- 防空大隊

- 工兵大隊
- 整備大隊
- 兵站大隊
- 偵察中隊
- 狙撃中隊
- 電子戦中隊
- 通信中隊
- レーダー中隊
- NBC防護中隊
- 衛生中隊

## 出身者
- ヴァディム・スハレフスキー
- ヴィタリー・スカクン